# McLaren MP4/10
O MP4/10, MP4/10B, MP4/10C é o modelo da McLaren da temporada de 1995 da F-1. Condutores: Mark Blundell, Mika Hakkinen, Nigel Mansell e Jan Magnussen. Foi também o ano de estreia de uma das parcerias mais bem sucedidas com a fabricante de motores alemã Mercedes-Benz que rendeu inúmeros títulos a equipe inglesa nos anos posteriores.

## Cronologia do McLaren MP4/10
- MP4/10 - Mark Blundell e Mika Hakkinen (GP do Brasil até a Espanha);
- MP4/10B - Nigel Mansell, Mika Hakkinen, Mark Blundell e Jan Magnussen (GP de San Marino até a Austrália) 
- MP4/10C - Mark Blundell e Mika Hakkinen (GP de Portugal e Europa).

## Resultados[1][2][3]
(legenda) 
| Ano  | Chassi  | Motor               | Pneus | N° | Pilotos       | 1   | 2   | 3   | 4   | 5   | 6   | 7   | 8   | 9   | 10  | 11  | 12  | 13  | 14  | 15  | 16  | 17  | Pontos | Posição |  |
| ---- | ------- | ------------------- | ----- | -- | ------------- | --- | --- | --- | --- | --- | --- | --- | --- | --- | --- | --- | --- | --- | --- | --- | --- | --- | ------ | ------- |  |
|      |         |                     |       |    |               |     |     |     |     |     |     |     |     |     |     |     |     |     |     |     |     |     |        |         |  |
|      |         |                     |       |    |               | BRA | ARG | SMR | ESP | MON | CAN | FRA | GBR | GER | HUN | BEL | ITA | POR | EUR | PAC | JPN | AUS |        |         |  |
| 1995 | MP4/10  | Mercedes FO 110 V10 | G     | 7  | Mark Blundell | 6   | Ret |     |     |     |     |     |     |     |     |     |     |     |     |     |     |     | 30     | 4º      |  |
| 1995 | MP4/10  | Mercedes FO 110 V10 | G     | 8  | Mika Hakkinen | 4   | Ret | 5   | Ret |     |     |     |     |     |     |     |     |     |     |     |     |     | 30     | 4º      |  |
| 1995 | MP4/10B | Mercedes FO 110 V10 | G     | 7  | Nigel Mansell |     |     | 10  | Ret |     |     |     |     |     |     |     |     |     |     |     |     |     | 30     | 4º      |  |
| 1995 | MP4/10B | Mercedes FO 110 V10 | G     | 7  | Mark Blundell |     |     |     |     | 5   | Ret | 11  | 5   | Ret | Ret | 5   | 4   |     |     | 9   | 7   | 4   | 30     | 4º      |  |
| 1995 | MP4/10B | Mercedes FO 110 V10 | G     | 8  | Mika Hakkinen |     |     |     |     | Ret | Ret | 7   | Ret | Ret | Ret | Ret | 2   | Ret |     |     | 2   | DNS | 30     | 4º      |  |
| 1995 | MP4/10B | Mercedes FO 110 V10 | G     | 8  | Jan Magnussen |     |     |     |     |     |     |     |     |     |     |     |     |     |     | 10  |     |     | 30     | 4º      |  |
| 1995 | MP4/10C | Mercedes FO 110 V10 | G     | 7  | Mark Blundell |     |     |     |     |     |     |     |     |     |     |     |     | 9   | Ret |     |     |     | 30     | 4º      |  |
| 1995 | MP4/10C | Mercedes FO 110 V10 | G     | 8  | Mika Hakkinen |     |     |     |     |     |     |     |     |     |     |     |     |     | 8   |     |     |     | 30     | 4º      |  |